# Technik mechanik lotniczy
Technik mechanik lotniczy – osoba posiadająca licencję Urzędu Lotnictwa Cywilnego, która zajmuje się obsługą liniową i hangarową statków powietrznych. Mechanicy dzielą się na kategorie:
- mechanik obsługi – kategoria A,
- technik mechanik – kategoria B1,
- technik awionik – kategoria B2,
- inżynier obsługi hangarowej – kategoria C.

Kategoria A, Mechanik Obsługi, dzieli się na podkategorie:
- A1: samoloty z silnikami turbinowymi,
- A2: samoloty z silnikami tłokowymi,
- A3: śmigłowce z silnikami turbinowymi,
- A4: śmigłowce z silnikami tłokowymi.

Kategoria B1, technik mechanik, dzieli się na podkategorie:
- B1.1: samoloty z silnikami turbinowymi,
- B1.2: samoloty z silnikami tłokowymi,
- B1.3: śmigłowce z silnikami turbinowymi,
- B1.4: śmigłowce z silnikami tłokowymi.

## Zakres czynności mechanika lotniczego
Mechanik lotniczy wykonuje przeglądy bieżące i okresowe statku powietrznego, a w szczególności:
- sprawdza strukturę płatowca statku powietrznego,
- wykonuje naprawy i czynności obsługowe silnika,
- wykonuje naprawy i czynności obsługowe instalacji pokładowych.

Mechanik lotniczy to specjalista z zakresu:
- skrzydeł,
- usterzenia,
- kadłuba samolotu,
- kadłuba śmigłowca,
- silnika lotniczego,
- śmigła,
- wirnika nośnego,
- instalacji hydraulicznej,
- instalacji paliwowej.

## Technik mechanik lotniczy - 315317
W ponadgimnazjalnym szkolnictwie zawodowym występuje kierunek technik mechanik lotniczy. Według reformy Ministra Edukacji Narodowej, z dnia 7 lutego 2012, zawód technika mechanik lotniczy bazuje na podstawie programowej numer 315317. Dla tego zawodu przypisana jest kwalifikacja M.31 "Wykonywanie obsługi liniowej i hangarowej statków powietrznych". Absolwent szkoły z kierunkiem technik mechanik lotniczy, po ukończeniu nauki i zdaniu egzaminu zawodowego, otrzymuje dyplom technika mechanika lotniczego. Urząd Lotnictwa Cywilnego uznaje wiedzę zdobytą w szkole po spełnieniu określonych warunków. Daje to możliwość szybszego uzyskania licencji Mechanika Lotniczego. Certyfikowane ośrodki szkolenia lotniczego działają w oparciu o przepisy PART 147. Wśród nich występują: firmy lotnicze, technika i uczelnie wyższe. Ośrodek posiadający licencję PART 147 ma prawo szkolić i egzaminować do licencji mechanika lotniczego.